# Grzegorz Kozdrański
Grzegorz Kozdrański (ur. 7 czerwca 1976 w Rzeszowie) – polski skoczek do wody, Mistrz Europy Juniorów z 1993.
Największym sukcesem zawodnika było zdobycie złotego medalu na Mistrzostwach Europy Juniorów w Stambule w 1993 w skokach do wody z wieży 10m. Rok wcześniej, niespełna 16-letni Grzegorz Kozdrański, był najmłodszym zawodnikiem w polskiej ekipie na Igrzyska Olimpijskie w Barcelonie i jedynym reprezentantem Polski w tej imprezie w skokach do wody.
Przez całą karierę reprezentował klub Stal Rzeszów. Po zakończeniu kariery zawodniczej podjął pracę z młodzieżą w rzeszowskim klubie jako trener skoków do wody.
Postanowieniem prezydenta RP Aleksandra Kwaśniewskiego z 9 grudnia 2004 został odznaczony Srebrnym Krzyżem Zasługi za zasługi w działalności na rzecz rozwoju sportu.

## Najważniejsze osiągnięcia sportowe
- 1990-2002 – wielokrotny Mistrz Polski juniorów i seniorów w skokach z trampoliny i wieży
- 1991 – 5. miejsce na Mistrzostwach Europy Juniorów w Brashat w skokach z wieży
- 1992 – udział w Igrzyskach Olimpijskich w Barcelonie
- 1992 – 6. miejsce na Mistrzostwach Europy Juniorów w Leeds w skokach z wieży
- 1993 – 1. miejsce na Mistrzostwach Europy Juniorów w STAMBULE w skokach z wieży
- 1994 – zwycięstwo w plebiscycie na Najlepszego Sportowca Polski południowo-wschodniej
- 2001 – 5. miejsce – FINA Grand Prix (Puchar Świata) w Rostoku, trampolina 3m synchron
- 2001 – 4. miejsce – FINA Grand Prix (Puchar Świata) w Madrycie, trampolina 3m synchron
- 2002 – 6. miejsce – FINA Grand Prix (Puchar Świata) w Rostoku, trampolina 3m synchron
- 2002 – 5. miejsce Mistrzostwach Europy Seniorów w Berlinie, trampolina 3m synchron
- 2003 – 3. miejsce – FINA Grand Prix (Puchar Świata) w Rostoku, trampolina 3m synchron
- 2003 – 2. miejsce – FINA Grand Prix (Puchar Świata) w Madrycie, trampolina 3m synchron
- 2003 – 2. miejsce – FINA Grand Prix (Puchar Świata) w Rzymie, trampolina 3m synchron
- 2003 – 4. miejsce – SUPER FINAŁ Grand Prix w Meksyku
- 2007 – 5. miejsce – Puchar Mistrzów w Sztokholmie, trampolina 3m synchron
- 2007 – 5. miejsce – FINA Grand Prix (Puchar Świata) w Shenzhen, trampolina 3m synchron